# Подспорье
Подспо́рье (укр. Подспор'є) — посёлок в Приморском районе Запорожской области Украины. Население по переписи 2001 года составляло 458 человек.

## Географическое положение
Посёлок Подспорье находится у истоков реки Солёная, на расстоянии в 3 км от Азовского моря.

## Экономика
- Несколько фермерских хозяйств.

## Объекты социальной сферы
- Клуб;
- Спортзал;
- Детская площадка;
- Православная церковь.